# Ligue européenne de rink hockey 2007-2008
Navigation
Ligue des champions 2006-2007 Ligue européenne 2008-2009
La Ligue européenne de rink hockey 2007-2008 est la 43e édition de la plus importante compétition européenne de rink hockey entre équipes de club, et la première sous la dénomination Ligue européenne.
Lors de cette édition, le FC Barcelone remporte son 18e titre européen aux dépens du Reus Deportiu.

## Déroulement
Cette édition 2007-2008 se déroule en deux phases : une phase de poules et un Final four.
Les 16 équipes participantes sont : le champion en titre FC Barcelone), les deux clubs finalistes de la Coupe CERS de la saison 2006-2007, les clubs vainqueurs de leur Ligue ou championnat national, les meilleurs clubs au Ranking européen (pour compléter la liste de 16).
Durant la phase de groupes, les 16 équipes sont réparties dans 4 groupes de 4 équipe chacun. À l'intérieur d'un groupe, chaque équipe se rencontre sous la forme de matchs aller et retour. Chaque match donne droit aux points suivants : 3 en cas de victoire, 1 en cas de match nul et 0 en cas de défaite. Les deux meilleures équipees de chaque groupe sont qualifiées pour le Final Eight.
Le Final Eight regroupe sur 2 jours et en terrain neutre, les 4 meilleures équipes de la compétition.

Cette ultime phase est organisée sous la forme d'une coupe à élimination directe. L'équipe qui remporte tous ses matchs gagnera alors le trophée de la Ligue Européenne des Champions 2008.

## Phase de groupes

### Groupe A
Le groupe A est composé des équipes de FC Barcelone, Follonica, Vilanova et Wimmis.

### Groupe B
Le groupe B est composé des équipes de Herne Bay, FC Porto, Prato et Vic.

### Groupe C
Le groupe C est composé des équipes de Candelária, Cronenberg, Igualada et Reus Deportiu

### Groupe D
Le groupe D est composé des équipes de Barcelos, Bassano, Liceo et Noia.

## Final Four
Le Final Four s'est déroulé sur deux jours, à Barcelone ( Espagne), entre les 10 et 11 mai 2008.
|  | Demi-finales  | Demi-finales |               |   | Finale      | Finale      |
|  | Demi-finales  | Demi-finales |               |   | Finale      | Finale      |
|  |               |              |               |   |             |             |
|  | 10 mai 2008   | 10 mai 2008  |               |   | 11 mai 2008 | 11 mai 2008 |
|  | 10 mai 2008   | 10 mai 2008  |               |   | 11 mai 2008 | 11 mai 2008 |
|  | Liceo         | 1            |               |   | 11 mai 2008 | 11 mai 2008 |
|  | Liceo         | 1            |               |   | 11 mai 2008 | 11 mai 2008 |
|  | Reus Deportiu | 2            |               |   | 11 mai 2008 | 11 mai 2008 |
|  | Reus Deportiu | 2            | Reus Deportiu | 2 |             |             |
|  |               |              | Reus Deportiu | 2 |             |             |
|  |               | FC Barcelone | 5             |   |             |             |
|  | CP Vic        | FC Barcelone | 5             | 1 |             |             |
|  | CP Vic        |              |               | 1 |             |             |
|  | FC Barcelone  | 2            |               |   |             |             |
|  | FC Barcelone  | 2            |               |   |             |             |